# ديفيد جينس
ديفيد جينس (15 يناير 1944 في المملكة المتحدة - 15 سبتمبر 1987 في المملكة المتحدة) (بالإنجليزية: David Janes)‏ هو لاعب كريكت بريطاني. لعب مع Buckinghamshire County Cricket Club ‏.

## وصلات خارجية
- ديفيد جينس على موقع إي آس بي آن كريك إنفو (الإنجليزية)